# Diplazon scutatorius
Diplazon scutatorius là một loài tò vò trong họ Ichneumonidae.